# Allomyia cascadis
Allomyia cascadis là một loài Trichoptera trong họ Apataniidae. Chúng phân bố ở miền Tân bắc.